# Relaciones Hong Kong-Taiwán
Las relaciones entre el gobierno de la Región Administrativa Especial de Hong Kong (de la República Popular China) y la República de China (conocida coloquialmente como Taiwán) cubren las relaciones entre ambas entidades tanto durante el periodo en que la República de China controló la China continental (incluyendo la zona hongkonesa), como posteriormente, cuándo la República de China se retiró a la isla de Formosa (o Taiwán) tras la guerra civil china.

## Historia

### Primeros contactos
Antes de 1842, ambas regiones eran territorios imperiales de la dinastía Qing; en 1842, la isla de Hong Kong fue cedida al Imperio británico a raíz de la derrota china en la primera guerra del Opio, y en 1895, la isla de Taiwán, recién convertida en provincia 10 años antes, fue cedida al Imperio del Japón tras la primera guerra sino-japonesa. Sun Yat-sen era un estudiante en Hong Kong a finales de la década de 1800 y creyó que la decadencia de la dinastía necesitaba de una revolución para reemplazar éstas por una república moderna para China. En 1888, fue fotografiado en Hong Kong como miembro de los Cuatro Bandidos, un grupo que se reunía para discutir cómo derrocar a la dinastía Qing, y en 1894, comienza la formación de la Sociedad para la Regeneración de China con el fin de derrocar a los Qing. El 21 de febrero de 1895, durante una reunión de la sociedad en Hong Kong, Lu Haodong presentó su emblema del cielo azul con un sol blanco, que acabaría convirtiéndose en el emblema de la República de China. La sociedad se fusionó con otros grupos afines como el Tongmenghui. Esta organización tuvo bastante apoyo entre los chinos, y jugó una función clave formando revolucionarios y comenzando revueltas, incluyendo la revolución de Xinhai en 1911, la cual derrocó la dinastía Qing. Después del éxito de Xinhai, Sun Yat-sen declaró el establecimiento de la República de China el 1 de enero de 1912, e inauguró la presidencia republicana como primer presidente provisional. Más adelante de ese mismo año, el Tongmenghui se fusionó con otros grupos para crear el Kuomintang (Chung-kuo Kuo-min-tang: «Partido Nacionalista chino»), y Sun Yat-sen fue elegido como su líder.
Sun Yat-sen regresó a Hong Kong en 1923 para visitar la Universidad de Hong Kong, que había incorporado la Facultad de Medicina China de Hong Kong como su escuela de medicina, de la cual Sun Yat-sen fue uno de los primeros alumnos. Durante su visita, pronunció un discurso y declaró la inspiración de Hong Kong para él en las revoluciones que en algún momento crearon la República de China: «Esa es la respuesta a la pregunta, ¿de dónde saqué mis ideas revolucionarias? Es íntegramente en Hong Kong». Además de ser el origen de sus ideas revolucionarias, Hong Kong también ofreció protección a algunos de sus familiares; La madre de Sun Yat-sen, Madame Yang, vivía con su hermano mayor, De-zhang, en la ciudad de Kowloon, después de que el gobierno Qing pusiera a Sun Yat-sen en una lista de personas buscadas. Con la muerte de Sun Yat-sen en 1925, Chiang Kai-shek se convirtió en líder del Kuomintang y en el sucesor de Sun Yat-sen, unificando finalmente a China bajo el gobierno nacionalista en 1928.

### Fin de la colonización europea y expansionismo japonés
En 1922 se firmó el Tratado de las Nueve Potencias (Estados Unidos, Japón, Francia, Reino Unido, Italia, Bélgica, China, Países Bajos y Portugal) en el que las ocho naciones firmantes junto a China se comprometían a respetar la soberanía en integridad territorial china siempre que se mantuviese la política de puertas abiertas para cualquier país. Esto suponía que no se harían más ataques a la integridad territorial de la China continental, pero para entonces, Taiwán ya era parte del Japón imperial mientras que Hong Kong era un colonia de la Corona británica.

### Segunda Guerra Mundial
Durante la Segunda Guerra Mundial, las fuerzas chinas de Chiang Kai-shek se aliaron a las fuerzas británicas en Asia para el teatro del Pacífico. Las fuerzas chinas tuvieron permiso de ingreso en Hong Kong para defenderla del avance japonés, que finalmente se hizo con la ciudad convirtiéndola en dependencia imperial.
Con la noticia del fin de la guerra, Chiang Kai-shek ordenó al 13.º Cuerpo de Ejército del general Shi Jue liberar Hong Kong de las autoridades japonesas al mismo tiempo que ordenó al 1.er Cuerpo de Ejército del general Li-jen Sun liberar Cantón, aprovechando que el presidente estadounidense, Franklin D. Roosevelt, había prometido a Chiang que ambos territorios se restituirían a la República de China de acuerdo al esfuerzo bélico mostrado contra los japoneses.

### Tras la Segunda Guerra Mundial
Tanto la isla de Taiwán como la zona de Hong Kong no dejaron de ser japonesas hasta el final de la Segunda Guerra Mundial. Tras la rendición de Japón, Hong Kong volvió a manos británicas en agosto de 1945, mientras que la isla de Taiwán fue administrada por las fuerzas nacionalistas chinas del Kuomintang, ya en abierta guerra civil contra los comunistas del PCCh de Mao Zedong.
En 1949, la República de China perdió la guerra civil contra los comunistas de Mao, que proclamaron la República Popular China, al tiempo que Chiang Kai-shek comenzaba el Gran Retiro a la isla de Taiwán, desde donde esperaba mantener la existencia de la República de China en preparación de un contrataque al continente para restaurar la autoridad del Kuomintang sobre el territorio chino.
Durante toda la segunda mitad del siglo XX comenzó una guerra diplomática por el reconocimiento internacional de cada uno de los dos estados como el representante oficial de China ante el Mundo (véase: Una sola China).
En el caso concreto de Hong Kong, que quedó en la esfera de influencia de la República Popular China por el acuerdo de reconocimiento de esta por parte de Reino Unido, que entre otros aspectos, exigió mantener la soberanía sobre Hong Kong para proceder al reconocimiento en 1950 (política que no fue variada hasta la Declaración Conjunta Sino-Británica de 1984). Desde 1950 hasta 1984, la coalición política hongkonesa Pro-República de China (a veces referida coloquialmente como pro-Taiwán) tuvo un peso considerable en la política de la región administrativa. Muestras de las pugnas entre la política a favor de la vuelta a la República de China y los partidarios de la integración en la República Popular China se pudieron constatar a lo largo de los años en sucesos como los disturbios en Hong Kong de 1956 o el ondeamiento de la bandera de la República de China muy común en muchos edificios administrativos de Hong Kong hasta 1997.

## Política y relaciones oficiales
La política oficial sobre la diplomacia entre la región administrativa especial de Hong Kong y el gobierno de Taipéi se basa, en líneas generales, en los supuestos acuerdos del consenso de 1992.
En 2005, el Departamento de Inmigración de Hong Kong denegó la visa al alcalde de Taipéi, Ma Ying-jeou, nacido en Kowloon (Hong Kong) en 1950.
Para 2010, las relaciones entre Hong Kong y la República de China se definían a través del Consejo de Promoción y Cooperación Culturas y Económico Hong Kong-Taiwán, teniendo Oficinas Representativas Económicas y Culturales de Hong Kong en Taipéi y de Taipéi en Hong Kong. Las relaciones con Hong Kong estaban adscritas al Consejo de Asuntos del Continente de la República de China, aunque no seguía las mismas regulaciones que el resto de relaciones con el territorio de la RPC.
En 2018, la Oficina del Comisionado del Ministerio de Relaciones Exteriores de China en Hong Kong S.A.R. (una dependencia del Ministerio de Relaciones Exteriores de la República Popular China) hizo un llamado a los consulados de los países extranjeros en la región administrativa especial para no acudir a un evento de la Oficina Representativa Económica y Cultural de Taipéi en Hong Kong conmemorativo de los eventos de 1956.
En julio de 2020, se denegó la visa de trabajo al máximo funcionario de Taipéi en Hong Kong, Kao Ming-tsun, por no firmar una declaración promovida por el MRE de la RPC sobre el principio de «Una sola china». En mayo de 2021, el ministerio de exteriores de la República de China elevó una queja pública por los numerosos retrasos y denegaciones que estaban sufriendo los trabajadores de la Oficina Representativa Económica y Cultural de Taipéi en Hong Kong, lo que rebajó el número de permisos de los miembros de la ofician de 19 a sólo 8. De esos 8 restantes, fueron abandonando Hong Kong conforme sus visas expiraban, el último de ellos el 30 de julio de 2021. Fueron recolocados en el Centro de Cultura e Información Kwan Hwa de Wan Chai sin las acreditaciones de diplomáticos.
En marzo de 2021, con el apoyo de Taipéi a las movilizaciones de las protestas contra el proyecto de ley de extradición a China, la Oficina de Asuntos de Taiwán (RPC) hizo un llamamiento a la República de China para que cesase su «interferencia y manipulación de los asuntos hongkoneses». Tras estas declaraciones, varios políticos taiwaneses aprovecharon para exponer sus posturas de que la unificación entre las Repúblicas de China y Popular China era imposible incluso siguiendo el modelo de Un país, dos sistemas, seguida por bastantes políticos comunistas de China seguidores de la corriente de Deng Xiaoping y renegada por el Partido Progresista Democrático, buque insignia de la identidad taiwanesa, poniendo la postura oficial en contra el 1 de enero de 2019 con declaraciones de la entonces presidenta, Tsai Ing-wen. Como respuesta, en mayo de 2021, Pekín cerró la Oficina Representativa Económica y Cultural de Taipéi en Hong Kong.

### Movimientos y protestas
En los últimos años, ambas regiones se han visto envueltas e influenciadas por los acontecimientos políticos de la otra zona. En 2014, estudiantes hongkoneses apoyaron el movimiento girasol en la República de China al igual que estudiantes taiwaneses apoyaron la revolución de los paraguas. El asesinato en Taiwán de un ciudadano hongkonés en 2018, llevó al gobierno de Hong Kong a proponer un acuerdo de extradición en 2019, esto supuso grandes propuestas y manifestaciones a favor y en contra en Pekín, Hong Kong y Taipéi.

## Intercambios culturales y económicos
Aunque en ambas regiones no se usa el mismo idioma chino (en Hong Kong se utiliza el cantonés mientras la República de China tiene como lengua oficial el mandarín), sí son las dos regiones que aún mantienen la utilización de los caracteres chinos tradicionales por encima de los caracteres chinos simplificados nacidos de la reforma de los caracteres chinos promovida por el gobierno de la República Popular China.
Hasta la década de 1980, Hong Kong utilizó el calendario Minguo, el calendario promovido por la República de China tras el triunfo de la revolución de Xinhai.
Prácticamente hasta la resolución 2758 de la Asamblea General de las Naciones Unidas, por la cual la RPP sucedió a la RDC en la representación de «China» ante la ONU, los futbolistas profesionales de Hong Kong, eran convocados y disputaban los encuentros internacionales como parte del equipo de la República de China y no de la República Popular China.